# 盛岡弁
盛岡弁（もりおかべん）は、岩手県盛岡市の中心部で用いられる日本語の方言。岩手県中部方言の一つで、東北方言の北奥羽方言に分類される。広義の南部弁に属すが、一口に南部弁といっても地域によって方言に違いがある。盛岡は江戸時代に盛岡藩（南部藩）の城下として栄えた町であるため、南部藩領内の他地域の方言とは異なる特徴が形成された。盛岡弁の主な特徴として、以下の点が挙げられる。
1. 敬語表現が発達しており、敬語表現に明確な段階が存在する。
2. 福島県から仙台市にかけての南奥羽方言に多いような平板アクセント（無アクセント）ではない。
3. 町人言葉も武家言葉に近似する。

## 語彙

### 親しい間柄での敬語表現（多くは女性が用いる）
- あのなはん･･･あのね
- （ござんす）･･･そうです

- そうでがんすか（ござんすか）･･･そうですか
- そうでがんすなす（ござんすなす）･･･そうですよね
- そうでがんすえん？（ござんすえん？）･･･そうでしょう？
- そうでながんす（なござんす）･･･そうではありません

### 代表的な敬語の段階表現
- おでれ･･･おいで
- おでんせ･･･おいでください
- おでってくなんせ･･･おいでくださいませ
- おあげ･･･お上がり
- おあげんせ･･･お召し上がりください
- おあげってくなんせ･･･お召し上がりくださいませ
- おへれ･･･お入り
- おへれんせ･･･お入りください
- おへれってくなんせ･･･お入りくださいませ

### 特徴的な挨拶表現
- もっし･･･ご免ください
- お静かに･･･（見送る側が言う）さようなら
- ご油断なく･･･お気をつけてお帰りくださいませ

### 会話例
- 「しばれるなはん」･･･冷えますね。
- 「んだなはん」･･･そうですね。
- 「おめはん、どごさおでるのす」･･･あなた、どこに出かけるところ
- 「お八幡さんさ、行ぐどごでやんす」･･･八幡宮に行くところです。
- 「車でおでるのすか？」･･･車で行くのですか？
- 「そでがんす」･･･そうです。
- 「新たに鳥居こしぇでだんとも、道おべだのすか？」･･･新しく鳥居を造っていたけれど、道はわかりますか？
- 「んだば、はっぱり、ほでねなはん」･･･それなら、さっぱり解らないわ。

## 盛岡弁に関連した作品など
- どんど晴れ
- 47都道府犬 -  声優バラエティー SAY!YOU!SAY!ME!内で放映された短編アニメ。郷土の名産をモチーフにした犬たちが登場する。岩手県は、わんこそばがモチーフの岩手犬として登場し、「あっ、くしゃみっこが!!」などと話す。声優は、岩手県出身の桑島法子が担当している。

## 盛岡弁を話す著名人
- 安東あゆか - 南部訛りが抜けず、それをトークでネタにしている。
- 藤原絵里 - 女優